# ドン・中矢・ニールセン
ドン・中矢・ニールセン（Don Nakaya Nielsen、1959年7月4日 - 2017年8月15日）は、アメリカ合衆国出身の日系人キックボクサー、俳優、カイロプラクター。1986年以降は日本のプロレスやキックボクシングのリングで活躍した。

## 人物
1986年に初来日しプロレスラーとの異種格闘技戦で注目される。日本の選手を相手にUWFブーム、K-1ブームの原点と言える試合で話題を呼び、1980年代後半から1990年頃まで日本の格闘技界の立役者として知られる人物であった。
母方の祖父母（愛媛県出身）が日本人 の日系3世である。「ドン・ナカヤ・ニールセン」と表記されることもある。
12歳からタンスドー空手を学び、アマチュアボクシングで活躍したのち、18歳でアメリカンキックボクシングに転向。PKAヘビー級王者ブラッド・ヘフトン（1984年 6RKO負け）、モーリス・スミス（1983年 7R判定負け） ら強豪とも試合を行ったことがある。のちにムエタイに転向。1993年に引退。
現役時はベニー・ユキーデらが運営するジェットセンター所属。全日本キックのリングに上がる時は、正心館（後の新空手総本部、勇心館）所属となっていた。

ニールセンは1984年、映画「フィアーシティ」で俳優デビューを果たし、その後デル・クック主演の映画三作品に悪役で出演した。

入場テーマ曲は「アクション」（メガゾーン23 PARTII<音楽篇> 収録、ビクター音楽産業）。

来日する2年前の1984年8月15日、デビュー戦を間近に控える2代目タイガーマスクは、ロサンゼルスのボクシングジムでキックボクシングの練習風景を公開したが、その時のパートナーがニールセンである。それを見ていたジャイアント馬場は、ニールセンに「レスラーになる気があるなら連絡するように」と伝えたという。
1999年2月21日、横浜アリーナで行われた前田日明の引退試合には、アントニオ猪木、天龍源一郎、山本小鉄、高田延彦、松井章圭らと共に来賓として出席した。

### 私生活
結婚しており、3人の息子がいる。

### カイロプラタクターとして
ニールセンは、1986年にクリーブランド大学カンザスシティ校でカイロプラクティック博士号を取得し、卒業後は患者の治療を行っていた。1987年よりタイに渡り、ムエタイのジムでトレーニングしていた。そこで仲間のキックボクサーの治療もしていたが、カイロプラクティックがタイ国内でほとんど行われていないことを知る。地元の病院と提携し、毎月のチャリティーツアーに参加して遠隔地の恵まれない人々にカイロプラクティック治療を提供し支援する傍ら、タイで合法的なビジネスとしてのカイロプラクティックを確立するための拠点として、1993年3月に「バイオエナジーセンター」という療養所を開設した。
しかし、当時タイではカイロプラクティックは保険治療として認可されておらず、労働許可証（ワークパーミット）を取得し事業を行っていてもカイロプラクティックの治療行為は違法に近いため、タイの保健省は理学療法と看護師の下で治療行為を行うことをニールセンらに要求した。無免許無認可で療養所を運営したとしてタイの裁判所に告発され逮捕・起訴されたこともあったが、タイの医療評議会による監督なしにカイロプラクティックが合法的に行えるよう提唱し活動を重ねた結果、2007年7月にカイロプラクティック法が施行され、カイロプラクターは職業として公認された。
医学博士として、保健省によるカイロプラクティックの実践を促進する多くの組織で働いたニールセンは、タイカイロプラクティック協会の創設メンバーおよび初代会長となる。「バイオエネルギーアジアクリニック」の創設者でもある。

### 死因
2017年8月14日、ニールセンはバンコクで腎不全と敗血症を引き起こし、足の感染症を治療するための手術を受けていたが、処置中に心臓発作を起こして昏睡状態に陥り、入院から2日後の2017年8月16日に死去。58歳没。
ニールセンの葬儀はタイとアメリカで行われた。バンコクでは、8月22日から8月24日まで、タットトン寺院で火葬と葬儀が行われた。9月16日、ロサンゼルスのローリングヒルズメソッド教会でウェイクが行われた。

## 日本での戦歴
- 1986年（昭和61年）
  - 10月9日 - 両国国技館で行われた新日本プロレス「INOKI 闘魂 LIVE」の第7試合で、前田日明と3分10Rの異種格闘技戦で対戦。打撃で攻め立てるニールセン、蹴りと組んで関節技を狙う前田との緊張感溢れる熱戦は格闘史に残る名勝負となり、最後は5R2分26秒、逆片エビ固めを極められ敗退。この試合で、前田は「新・格闘王」の称号を得た。
- 1987年（昭和62年）
  - 3月27日 - 前田との異種格闘技戦で人気急騰したニールセンは大阪城ホールで行われた新日本プロレス「INOKI 闘魂 LIVE Part2」で再来日。チャーリー・アーチとマーシャルアーツIWA認定クルーザー級USアメリカン選手権3分10Rで対戦、3R50秒KO勝ち。
  - 10月30日発売の『週刊ファイト』1987年11月6日号で、ニールセンが電話取材で新日本プロレスの年末の特別興行で高田延彦と異種格闘技戦を行うと証言したと報じる。11月6日発売の『週刊ゴング』1987年11月20日号では「12･27両国 INOKI闘魂LIVE3」の3大目玉カードの一つとして、高田vsニールセンの可能性が記事になったが実現しなかった。『週刊ファイト』1987年11月20日号・11月27日号によれば、「INOKI闘魂LIVE3」は、春の番組改編期直前の3月まで延期（温存）となり、クリス・ドールマンの参戦、A猪木 - ビル・カズマイヤー、高田 - ニールセンはキャンセルとなった。
- 1988年（昭和63年）
  - 5月8日 - 新日本プロレス「'88 スーパーファイト・シリーズ」最終戦 有明コロシアム大会で山田恵一と異種格闘技戦で対戦[映像 1][10]。山田のタックルで再三テイクダウンされるがペースを握らせず。4ラウンドに放ったローキックで負傷した山田の右足に追い打ちをかけ4R1分3秒、KO勝ち。試合後、リングサイドにいた山田の骨法の師、堀辺正史が舐めた態度で試合をしていたニールセンに激高し「次は俺と戦え！」と突っかかる場面がみられた。
  - 7月29日 - 新日本プロレス「'88 サマーファイト・シリーズ」有明コロシアム大会で藤原喜明と異種格闘技戦で対戦。終始、藤原をコーナーに追い込み打撃で圧倒。5R1分46秒、レフリーストップによるTKO勝ち。
- 1989年（平成元年）
  - 5月14日 - 後楽園ホールで行われた全日本キックボクシング連盟 「世紀の激突・Part 3」でロブ・カーマンとの前哨戦としてケビン・ローズイヤーのWKA世界スーパーヘビー級タイトルに挑戦。ニールセン贔屓のマッチメイクのはずが、体格で勝るローズイヤーに圧倒され6RKO負け。
  - 9月5日 - 日本武道館で行われた全日本キックボクシング連盟　8年8ヵ月ぶりの武道館興行「REAL BOUT」のメインでWKAヨーロッパライトヘビー級王者“欧州の蹴撃王”ロブ・カーマンと85kg契約3分5Rキックルールで対戦。人気者ニールセンと帝王カーマンの激突は話題を呼んだが、終始カーマンのローキックに翻弄され3R44秒、カーマンの右フックでリングに蹲りKO負け。キックでの実力不足を露呈する結果となった。
- 1990年（平成2年）
  - 6月30日 - 日本武道館で行われた全日本キックボクシング連盟　「INSPIRING WARS “HEAT630”」で正道会館所属でキックデビュー戦となる佐竹雅昭と3分5Rヨーロッパキックルールで対戦[注釈 3]。佐竹の明らかに故意の頭突きが複数回入り、レフリーが試合を制止する直前に佐竹の右ストレートが決まり、1R2分7秒KO負け。ニールセン側から「頭突きで負けたんだ」とクレームがつき再戦要求されたが、頭突きの反則はレフリーが佐竹に減点1を宣告した事で解決してるとし抗議は受け入れられなかった。
- 1992年（平成4年）
  - 5月15日 - 大阪府立体育会館で行われた藤原組「獅子王伝説Part2」のメインイベントで藤原喜明と異種格闘技戦で再戦。ニールセンのハイキックで藤原が瞼の上部を切り流血、1R1分7秒レフリーストップによりTKO勝ち。
  - 10月4日 - 藤原組「STACK OF ARMS」東京ドーム大会で、ウェイン・シャムロックと異種格闘技戦で対戦[注釈 4]。1R45秒、腕固めで一本負け。
  - 11月14日 - 日本の興行ではないが、米国ラスベガスのユニオンプラザホテルアンドカジノで行われた「チャンピオンシップ・シリーズ・オブ・キックボクシング」に、全日本キックボクシング連盟の清水隆広、前田憲作、熊谷直子らと共に出場。フランスのジャン・クロード・ルワンとWKAインターナショナルヘビー級王座決定戦3分5Rを行い、1R22秒、TKO勝ち。ニールセンが王者となる。
- 1993年（平成5年）
  - 5月22日 - 後楽園ホールで行われた全日本キックボクシング連盟　「EVOLUTION STEP 3」で平岡功光とムエタイルールで対戦。10kg以上軽量の平岡に対し2R2分37秒、左ハイキックでKO勝ち。（当時、WKA世界クルーザー級8位として出場）
  - 6月25日 - 大阪府立体育会館で行われた正道会館　「聖戦 〜SANCTUARY III〜 風林火山 "風の章"」で佐竹雅昭とUKF世界ヘビー級王座決定戦で2度目の対戦。ヒジありの特別ルールで試合をするが、1R2分30秒 3ノックダウンのTKO負けで返り討ちにあった。
- 1994年（平成6年）
  - 1月21日 - RINGS 「BATTLE DIMENSION TOURNAMENT'93」の第6試合スペシャルマッチで長井満也との対戦を組まれたが怪我により欠場。試合出場の契約は正式に交わしていないとニールセン本人は発言[11]している。
- 1995年（平成7年）
  - 6月17日 - RINGS 「RISING SERIES MINAZUKI」有明コロシアム大会で再び長井との対戦が発表されたが出場せず。以後、日本の格闘技興行へは出場していない。

### 総合格闘技
| 勝敗 | 対戦相手               | 試合結果             | 大会名                                           | 開催年月日    |
| ×    | ウェイン・シャムロック | 1R 0:45 アームロック | プロフェッショナルレスリング藤原組 STACK OF ARMS | 1992年10月4日 |

### 異種格闘技戦
| 勝敗 | 対戦相手 | 試合結果                           | 大会名                                              | 開催年月日    |
| ○    | 藤原喜明 | 1R 1:07 TKO                        | プロフェッショナルレスリング藤原組 獅子王伝説Part2  | 1992年5月15日 |
| ○    | 藤原喜明 | 5R 1:46 TKO                        | 新日本プロレス '88 サマーファイト・シリーズ         | 1988年7月29日 |
| ○    | 山田恵一 | 4R 1:03 KO                         | 新日本プロレス '88 スーパーファイト・シリーズ最終戦 | 1988年5月8日  |
| ×    | 前田日明 | 5R 2:26 ギブアップ（逆片エビ固め） | 新日本プロレス INOKI 闘魂 LIVE                      | 1986年10月9日 |

### キックボクシング
| キックボクシング 戦績 | キックボクシング 戦績 | キックボクシング 戦績 | キックボクシング 戦績 | キックボクシング 戦績 | キックボクシング 戦績 | キックボクシング 戦績 |
| --------------------- | --------------------- | --------------------- | --------------------- | --------------------- | --------------------- | --------------------- |
| 7 試合                | (T)KO                 | 判定                  | その他                | 引き分け              | 無効試合              |                       |
| 3 勝                  | 3                     | 0                     | 0                     | 0                     | 0                     |                       |
| 4 敗                  | 4                     | 0                     | 0                     | 0                     | 0                     |                       |

| 勝敗 | 対戦相手                     | 試合結果   | 大会名                                                                             | 開催年月日    |
| ×    | 佐竹雅昭                     | 1R 2:30 KO | 正道会館 聖戦 〜SANCTUARY III〜 風林火山 "風の章" 【UKF世界ヘビー級王座決定戦】    | 1993年6月25日 |
| ○    | 平岡功光                     | 2R 2:37 KO | 全日本キックボクシング EVOLUTION STEP 3                                            | 1993年5月22日 |
| ×    | 佐竹雅昭                     | 1R 2:07 KO | 全日本キックボクシング INSPIRING WARS “HEAT630”                                    | 1990年6月30日 |
| ×    | ロブ・カーマン               | 3R 0:44 KO | 全日本キックボクシング REAL BOUT                                                   | 1989年9月5日  |
| ×    | ケビン・ローズイヤー         | 6R 1:05 KO | 全日本キックボクシング 世紀の激突・Part3 【WKA世界スーパーヘビー級タイトルマッチ】 | 1989年5月14日 |
| ○    | ビクター・マングース・アグレ | 1R 0:19 KO | 全日本キックボクシング '89新春特別興行世紀の激突第1弾                              | 1989年1月29日 |
| ○    | チャーリー・アーチ           | 3R 0:30 KO | 新日本プロレス INOKI 闘魂 LIVE Part2 【IWA認定クルーザー級USアメリカン選手権】     | 1987年3月27日 |

## 獲得したタイトル
- WKA全米クルーザー級チャンピオン
- IWA認定クルーザー級USアメリカン選手権王者
- WKAインターナショナルヘビー級王座
- UKFインターナショナルヘビー級チャンピオン

## 出演作品
- Fear City [映像 2]（1984年）回想シーンのボクサー役
- Blood Ring [映像 3]（1991年）邦題『バーニングファイター』役名 Don Carlio
- Fist of Steel [映像 4]（1992年）邦題『エターナル・フィスト』役名 Mainframe
- BloodRing2（1995年）役名 Caruko